# Форуърден договор
Форуърдният договор (контракт) е договор да се закупи или продаде актив в определен бъдещ момент на определена (договорена между страните) цена (доставна цена, форуърд цена). Форуърдният договор за разлика от фючърсен договор не е стандартизиран договор. Той се сключва извънборсово и негов предмет може да са всякакъв тип активи, с взаимнодоговорени параметри по отношение на количество, цена и срок.
Противоположен на форуърдния контракт е спот контрактът, при който съществува съгласие да се закупи или продаде активът незабавно (или в рамките на кратък период).